# Chelonus andrievskii
Chelonus andrievskii är en stekelart som beskrevs av Vladimir Ivanovich Tobias 1972. Chelonus andrievskii ingår i släktet Chelonus och familjen bracksteklar. Inga underarter finns listade i Catalogue of Life.